# Scrophularia laevigata
 Scrophularia laevigata — вид рослин родини Ранникові (Scrophulariaceae).

## Опис
Багаторічна, кореневищна, гола трава. Стебла до 100 см, розгалужені. Нерозподілене листя 8(17) x 4(8) см, яйцевидно-ланцетне, голе. Суцвіття 14–83 см, верхні з (2)3–9 квітами. Віночок 6–9 мм, жовто-зелений, з фіолетовою верхньою губою. 5,5–7 мм капсула, яйцевида, коричнева. Насіння ≈ 1 мм, чорнувате. Квіти та фрукти з березня по червень.

## Поширення
Пд. і пд.-сх. Іспанія, Гібралтар, Португалія, Алжир, Марокко, Туніс. Населяє потоки, вологі яри, торф'яні анклави в пісковику; 50–600 м.